# مارگوس متستاک
مارگوس متستاک (استونیایی: Margus Metstak؛ زادهٔ ۱۶ ژوئن ۱۹۶۱) بازیکن بسکتبال اهل استونی بود. وی در سال‌های ۱۹۹۵, ۱۹۹۷, ۱۹۹۸ بازیکن سال بسکتبال استونی شده است.